# Marek Fiałkowski
Marek Fiałkowski (ur. 11 maja 1965 w Bielsku-Białej) – polski franciszkanin konwentualny, dr hab. nauk teologicznych, adiunkt i profesor uczelni Instytutu Teologii Pastoralnej i Katechetyki Wydziału Teologii Katolickiego Uniwersytetu Lubelskiego Jana Pawła II.

## Życiorys
Studiował teologię w Papieskiej Akademii Teologiczne w Krakowie, a także odbył studia teologiczne i filozoficzne w Wyższym Seminarium Duchownym Franciszkanów w Krakowie. W 1991 został wyświęcony na kapłana, a w 1995 ukończył specjalistyczne studia teologiczne pastoralne w Instytucie Teologii Pastoralnej na Katolickim Uniwersytecie Lubelskim
15 czerwca 2000  obronił pracę doktorską pt. Stosunek chrześcijan do świata w świetle dokumentów polskich synodów po Soborze Watykańskim II. Studium teologiczno-pastoralne, otrzymując doktorat, a 7 czerwca 2011 habilitował się na podstawie dorobku naukowego i pracy zatytułowanej Formacja chrześcijańska katolików świeckich w świetle nauczania Kościoła współczesnego. Studium teologicznopastoralne.
Został zatrudniony na stanowisku adiunkta i profesora uczelni w Instytucie Teologii Pastoralnej i Katechetyki na Wydziale Teologii Katolickiego Uniwersytetu Lubelskiego Jana Pawła II.

## Odznaczenia
- 2016: Srebrny Medal za Długoletnią Służbę[1]
- 2012: Medal Komisji Edukacji Narodowej[1]
- 2001: Nagroda rektora Katolickiego Uniwersytetu Lubelskiego[1]
- 2006: Nagroda zespołowa I stopnia rektora Katolickiego Uniwersytetu Lubelskiego[1]